# Morsal Obeidi
Morsal Obeidi (* 7. September 1991 in Masar-e Scharif; † 15. Mai 2008 in Hamburg) war eine deutsche Jugendliche afghanischer Herkunft, deren Ermordung im Alter von 16 Jahren durch den eigenen Bruder und zuvor jahrelanges Leiden unter den gewalttätigen Verwandten international Aufsehen erregte. Als Tatmotiv dieses sogenannten Ehrenmordes wurde angegeben, das Mädchen habe sich zu sehr der „westlichen Lebensart“ angenähert.
Morsal war eine Tadschikin aus Nord-Afghanistan und ihr Vater diente beim afghanischen Militär.

## Leben
Morsal Obeidi hatte vor ihrem Tod die Schule Ernst-Henning-Straße, eine Grund-, Haupt- und Realschule in Hamburg-Bergedorf besucht. Sie wurde auf dem Friedhof Öjendorf beerdigt.

## Nachwirkungen
Am 13. Februar 2009 verurteilte das Landgericht Hamburg ihren 24-jährigen Bruder Ahmad wegen Mordes zu einer lebenslangen Freiheitsstrafe. Als Mordmerkmale sah das Gericht sowohl Heimtücke als auch sonstige niedrige Beweggründe vorliegen. Das Gericht sah es als erwiesen an, dass Ahmad seine Schwester am 15. Mai 2008 zu einem persönlichen Treffen in den Hamburger Stadtteil St. Georg lockte und sie dort auf offener Straße mit mehr als 20 Messerstichen tötete. Das Urteil ist nach Bestätigung durch den Bundesgerichtshof im November 2009 rechtskräftig. Ahmad war bei Polizei und Justiz vor dem Mord seit längerem als Intensivtäter bekannt.
Nach der Urteilsverkündung kam es zu lautstarken Protesten des Verurteilten und anderer Familienangehöriger. Eine Mahnwache der Frauenrechtsorganisation Terre des Femmes vor dem Gerichtsgebäude wurde angegriffen. Die Staatsanwaltschaft erhob gegen Morsals Vater Anklage wegen Misshandlung von Schutzbefohlenen. Gegen den verurteilten Ahmad Obeidi leitete die Staatsanwaltschaft am 20. Februar 2009 ein Ermittlungsverfahren wegen Beleidigung ein, da er den Staatsanwalt nach der Urteilsverkündigung unter anderem als „Hurensohn“ beschimpft hatte.
Außerdem erhielt der Staatsanwalt anonyme Morddrohungen. Der Verteidiger Thomas Bliwier erklärte am 16. Februar 2009, er habe sein Mandat für Ahmad Obeidi niedergelegt. Am selben Tag legte der andere verbliebene Verteidiger Revision gegen das Urteil ein.